# Невидљиви човек (филм из 2020)
Невидљиви човек (енгл. The Invisible Man) је америчко-аустралијски научнофантастични психолошки хорор филм из 2020. године који је написао и режирао Леј Вонел. Прати жену која верује да је прогања насилни и богати дечко чак и након његовог наизгледног самоубиства. Она на крају закључује да је он стекао способност да постане невидљив. Главне улоге тумаче Елизабет Мос, Елдис Хоџ, Сторм Рид, Харијет Дајер, Мајкл Дорман и Оливер Џексон-Коен. Представља међународну копродукцију Сједињених Држава и Аустралије. Због пандемије ковида 19 филм је био доступан за дигитално рентирање три недеље након америчке биоскопске премијере, а завршио је на петом месту по заради у САД за 2020. годину.

## Радња
Сесилија Кес, архитекткиња из Сан Франциска, заробљена је у насилној вези са имућним инжењером оптике и бизнисменом Адријаном Грифином, који је третира као своју имовину. Једне ноћи Сесилија надрогира Адријана својим диазепамом и побегне из његове добро обезбеђене куће уз асистенцију своје млађе сестре, Емили.
Сесилија се сакрије у кући свог пријатеља из детињства, детектива Џејмса Ланијера и његове ћерке тинејџерке, Сидни. Две недеље након Сесилијиног бекства, Адријан наизглед изврши самоубиство и остави јој пет милиона долара. Његов брат, адвокат Том Грифин, одради папирологију. Сесилија сумња на присуство још неког у кући након неколико чудних догађаја, али Џејмс је уверава да је она само истраумирана и параноична. Током интервјуа за посао, она примети да је садржај њеног пословног портфолија уклоњен, а потом се онесвести. Лекар јој саопшти да су јој у крвотоку пронађени високи нивои диазепама, што је био узрок њене несвестице. У свом купатилу она нађе ону исту окрвављену бочицу диазепама којим је надрогирала Адријана током свог бекства.
Сесилија, у друштву Џејмса, састане се са Томом. Она верује да је Адријан лажирао своју смрт и употребио своју оптичку експертизу да постане невидљив како би је малтретирао, али је та замисао одбачена. Касније Сидни удари нека невидљива сила док ова теши Сесилију; претпостављајући да је то учинила Сесилија и да постаје неуравнотежена, Сидни и Џејмс оду. Оставши сама у кући, Сесилија испроба разне тактике да ухвати фигуру за коју верује да је ударила Сидни. Она пронађе Адријанов мобилни телефон у поткровљу, на који одмах прими СМС поруку "изненађење". Сесилија баци фарбу низ таванске мердевине и она се размаже по претходно невидљивој фигури. Наступи насилни окршај, али она побегне. Она оде до Адријанове куће да прегледа његову лабораторију, где пронађе још једно одело за невидљивост, чиме су њене сумње потврђене. Одмах након што она сакрије одело у њихову бившу спаваћу собу, невидљива фигура је изнова нападне, те она побегне и назове Емили. Њих две се састану у ресторану, где невидљива фигура прекоље Емили и стави нож у Сесилијину руку, смештајући јој убиство.
Док чека суђење, Сесилија је притворена у психијатријској болници, где сазна да је трудна. Том јој понуди да јој издејствује ослобађање од оптужби уколико она пристане "да му се врати" и одгаја дете, имплицирајући да је Том помогао свом брату да инсценира самоубиство. Он открије да јој је Адријан заменио таблете за контрацепцију диазепамом да би затруднела. Сесилија одбије понуду и украде му пенкало. Те ноћи она кобајаги покуша самоубиство да би измамила невидљиву фигуру. Када фигура покуша да је заустави, она га убоде више пута пенкалом, услед чега се камуфлажно одело поквари. Обезбеђење стигне на лице места, али их фигура онеспособи пре него што побегне из болнице, уз Сесилију за петама. Штитећи њено нерођено дете, фигура запрети да ће, уместо њу, напасти оне које она воли.
Сесилија одјури до Џејмсове куће и затекне фигуру у нападу на њега и Сидни. Она га попрска пеном из апарата за гашење пожара да га учини видљивим, а потом га упуца на смрт, али у оделу затекне Тома. Полиција упадне у Адријанову кућу и нађе га живог, везаног у подруму, тврдећи да га је Том држао као затвореника. Они закључе да је Том убио и Емили, али Сесилија верује да је Адријан подметнуо свог брата као одговорног за сопствена недела.
Да би искамчила Адријаново признање, сада ослобођена Сесилија сретне се с њим у тајности озвучена, док Џејмс слуша разговор неколико блокова даље. Она пристане да му се врати, али само ако он призна убиство Емили. Адријан инсистира да је Том одговоран, али устврди да му је то искуство променило поглед на живот и начин на који је поступао према њој. Након што Адријан изговори реч "изненађење", Сесилија оде у купатило "да се среди". Неколико тренутака касније камера видео-надзора сними како Адријан наизглед самог себе прекоље. Сесилија се врати и позове 911, наизглед потресена. Ван видног угла камере, међутим, она буљи хладнокрвно у умирућег Адријана и зачикује га, из чега се да закључити да је она употребила резервно камуфлажно одело да га убије.
Када Џејмс стигне, Сесилија потврди оно што је ухватила камера. Он примети да она износи одело, али јој дозволи да оде.